# Carlia caesius
Carlia caesius — вид сцинкоподібних ящірок родини сцинкових (Scincidae). Ендемік Індонезії.

## Поширення і екологія
Carlia caesius мешкають на заході Нової Гвінеї, від затоки Етна до басейну річки Пулау, в провінціях Центральне і Південне Папуа. Вони живуть на сонячних галявинах у вологих тропічних лісах і рідколіссях, в садах, поблизу людських поселень, серед опалого листя.